# Efectes de la llum sobre el ritme circadià

Quan els ulls reben la llum del sol, la producció de melatonina de la glàndula pineal s'inhibeix i les hormones produïdes mantenen l'ésser humà despert. Quan els ulls no reben llum, la melatonina es produeix a la glàndula pineal i l'ésser humà es cansa

Els efectes de la llum sobre el ritme circadià són els efectes que la llum té sobre el ritme circadià.
La majoria dels animals i altres organismes tenen "rellotges integrats" al cervell que regulen el temps dels processos biològics i el comportament diari. Aquests "rellotges" es coneixen com a ritmes circadians. Permeten el manteniment d'aquests processos i comportaments relatius al cicle dia/nit de 24 hores a la natura. Encara que aquests ritmes els mantenen els organismes individuals, la seva longitud varia una mica individualment. Per tant, s'han de restablir, contínuament o repetidament, per sincronitzar-se amb el cicle de la natura. Per mantenir la sincronització ("sincronia") a les 24 hores, els factors externs han de jugar algun paper. El ritme circadià humà es produeix normalment d'acord amb el cicle de la natura. El cicle mitjà de ritme d'activitat és de 24,18 hores a l'edat adulta, però s'escurça a mesura que augmenta l'edat. Un dels diferents factors que influeixen en aquest arrastre és l'exposició a la llum als ulls. Quan un organisme està exposat a una longitud d'ona específica d'estímul lumínic en determinades hores del dia, l'hormona melatonina es suprimeix o s'impedeix que sigui secretada per la glàndula pineal.

## Mecanisme
La llum passa primer al sistema d'un mamífer a través de la retina, després pren un dels dos camins: la llum és recollida per les cèl·lules de bastons i les cèl·lules del con i les cèl·lules ganglionars de la retina (RGC), o és recollida directament per aquests RGC.
Els RGC utilitzen el fotopigment melanopsina per absorbir l'energia lluminosa. Concretament, aquesta classe de RGC que s'està discutint es coneix com a "fotosensibles intrínsecament", el que només significa que són sensibles a la llum. Hi ha cinc tipus coneguts de cèl·lules ganglionars de la retina intrínsecament fotosensibles (ipRGC): M1, M2, M3, M4 i M5. Cadascun d'aquests tipus d'ipRGC de manera diferent té diferents continguts de melanopsina i fotosensibilitat. Aquests es connecten a les cèl·lules amacrines de la capa plexiforme interna de la retina. En última instància, a través d'aquest tracte retinohipotalàmic (RHT), el nucli supraquiasmàtic (SCN) de l'hipotàlem rep informació lleugera d'aquests ipRGC.
Els ipRGC compleixen una funció diferent de les barres i els cons, fins i tot quan estan aïllats dels altres components de la retina, els ipRGC mantenen la seva fotosensibilitat i, com a resultat, poden ser sensibles a diferents rangs de l'espectre de llum. A més, els patrons de tret d'ipRGC poden respondre a condicions de llum tan baixes com 1 lux, mentre que les investigacions anteriors van indicar que es necessitaven 2500 lux per suprimir la producció de melatonina. Les respostes circadianes i altres de comportament han demostrat ser més sensibles a longituds d'ona inferiors que la funció d'eficiència lluminosa fotòpica que es basa en la sensibilitat al receptor del con.
La regió central del SCN allotja la majoria de neurones sensibles a la llum. A partir d'aquí, els senyals es transmeten mitjançant una connexió nerviosa amb la glàndula pineal que regula diverses hormones del cos humà.
Hi ha gens específics que determinen la regulació del ritme circadià juntament amb la llum. Quan la llum activa els receptors NMDA al SCN, l'expressió del gen CLOCK en aquesta regió s'altera i el SCN es reinicia, i així és com es produeix l'arrossegament. Els gens també implicats amb l'entrament són PER1 i PER2.
Algunes estructures importants afectades directament per la relació llum-son són el col·licul superior - àrea pretectal i el nucli pre-òptic ventrolateral.
El groguenc progressiu del cristal·lí amb l'edat redueix la quantitat de llum de longitud d'ona curta que arriba a la retina i pot contribuir a les alteracions circadianes observades en l'edat adulta.

## Efectes

### Primaris
Encara no es coneixen completament tots els mecanismes d'entrament afectat per la llum, però nombrosos estudis han demostrat l'eficàcia de l'entraînement de la llum en el cicle dia/nit. Els estudis han demostrat que el moment d'exposició a la llum influeix en l'arrossegament; tal com es veu a la corba de resposta de fase per a la llum per a una espècie determinada. En les espècies diürnes (actives de dia), l'exposició a la llum poc després del despertar fa avançar el ritme circadià, mentre que l'exposició abans de dormir retarda el ritme. Un avançament significa que l'individu tendirà a despertar-se més d'hora els dies següents. Un retard, causat per l'exposició a la llum abans de dormir, significa que l'individu tendirà a despertar-se més tard els dies següents.

### Secundaris
Tot i que la llum té efectes directes sobre el ritme circadià, hi ha efectes indirectes observats en els estudis. El trastorn afectiu estacional crea un model en què la disminució de la durada del dia durant la tardor i l'hivern augmenta els símptomes depressius. Un canvi en la corba de resposta de la fase circadiana crea una connexió entre la quantitat de llum en un dia (duració del dia) i els símptomes depressius en aquest trastorn. La llum sembla tenir efectes antidepressius terapèutics quan un organisme s'hi exposa en moments adequats durant el ritme circadià, regulant el cicle son-vigília.